# Conoderus amplicollis
Conoderus amplicollis is een keversoort uit de familie kniptorren (Elateridae). De wetenschappelijke naam van de soort is voor het eerst geldig gepubliceerd in 1833 door Gyllenhal.